# Kompogas
Kompogas ist eine weltweit eingetragene Marke und ein patentrechtlich geschütztes Verfahren für die anaerobe Vergärung von organischen Abfällen. Grundlage des kontinuierlichen und vollautomatischen Verfahrens ist es, die wertvollen organischen Abfälle in einen Kreislauf zurückzuholen.
Der Pionier, welcher das Verfahren erprobte und die gleichnamige Firma aufbaute, war Walter Schmid. Im Jahr 1989 entstand durch Walter Schmid – nach den Tüfteleien auf der heimischen Terrasse um 1988 – ein Fermenter von 20 Kubikmetern und im Jahre 1991 mit einer Anstossfinanzierung des Kantons Zürich die erste fertig entwickelte Anlage, welche aus den zunächst noch schwer zu beschaffenden Grünabfällen Biogas und Kompost produzieren konnte. Schmid musste sich gegen Politiker jeder Couleur durchsetzen, um überhaupt Grünabfall zu erhalten. Bereits im Jahr 2005 schrieb die Handelszeitung, dass dabei wohl steigende Energiepreise in der Zukunft helfen werden.
Der Start unter dem Namen Kompogas erfolgte in Rümlang mit einer Jahresleistung von ca. 2,8 Mio. kWh. Seit 1995 fuhren Lastwagen der Walter Schmid AG und der Firma Kompogas mit Biogas. In den Schweizer Anlagen können die produzierten Komposte und Gärprodukte oft gratis von der Bevölkerung bezogen werden und sind für den biologischen Landbau zertifiziert.
Ab 2006 hielt die Axpo eine Minderheitsbeteiligung an Kompogas, vom Jahr 2011 war sie die alleinige Besitzerin der Firma, bevor der Anlagenbau im Oktober 2014 vom japanisch-schweizerischen Clean-Tech Unternehmen Hitachi Zosen Inova AG übernommen wurde. Der Stromproduzent Axpo betreibt weiterhin 15 Kompogasanlagen in der Schweiz. Weltweit sind über 80 Anlagen in Betrieb.
Das Kompogas-Verfahren wurde stets weiterentwickelt und wird mittlerweile in verschiedenen Fermentergrössen angeboten.